# Decades Rock Live
Decades Rock Live apresenta performances por artistas celebrados do rock ao soul, que influenciaram a música popular através dos últimos 50 anos, assim como performances de alguns dos grupos mais populares da atualidade que foram inspirados por estas lendas. Cada episódio de uma hora paga tributo a um artista específico. O único concerto ao vivo da série foi lançado no VH1 Classic na primavera de 2005.
Lineups included:
- Heart with special guests Alice in Chains, Dave Navarro, Rufus Wainwright, Carrie Underwood, Gretchen Wilson, Duff McKagan and Phil Anselmo (March 10, 2006)